# Emil Foit
Emil Foit (12. března 1913 Komárov – 18. června 1976 Newquay) byl velitel 310. československé stíhací perutě RAF.

## Život
V roce 1934 maturoval, potom nastoupil základní vojenskou službu ve Valašském Meziříčí a absolvoval tam školu pro důstojníky v záloze. V letech 1936–1937 absolvoval Vojenskou akademii v Hranicích a byl jmenován poručíkem letectva. Po pilotním výcviku byl koncem března 1938 přidělen jako pilot k 48. stíhací letce Leteckého pluku 4 v Pardubicích.
Po okupaci se v květnu 1939 přes Polsko a Švédsko dostal do Velké Británie a pak v srpnu do Francie, kde vstoupil do Cizinecké legie. Sloužil v Tunisu, v alžírské Blidě a v Oranu. Po kapitulaci Francie odjel přes Casablancu a Gibraltar do Velké Británie, kde byl v srpnu 1940 přijat do RAF.
Absolvoval krátký bojový výcvik na letounech Hurricane, krátce sloužil u britské 85. stíhací perutě a v říjnu 1940 byl přidělen do Duxfordu k 310. československé stíhací peruti. Od 14. února 1942 do 15. listopadu 1942 byl velitelem letky "B". Od 15. ledna 1943 do 13. ledna 1944 zastával funkci velitele 310. perutě. Během bitvy o Británii sestřelil 3 nepřátelské letouny a 5 jich poškodil.
Koncem války působil po odchodu od perutě na Inspektorátu československého letectva v Londýně.
V srpnu 1945 se vrátil do Československa a nastoupil na velitelství 1. letecké divize. V říjnu 1945 byl jako major jmenován velitelem leteckého pluku v Praze-Kbelích. V březnu 1946 byl povýšen na podplukovníka.
V březnu 1948 odešel podruhé do exilu a ve Velké Británii opět nastoupil k RAF. Působil pak jako letecký dispečer na Cejlonu, v Severním Irsku i v Anglii.

## Ocenění
Je nositelem řady vysokých československých, britských a francouzských vyznamenání. V roce 1991 byl in memoriam povýšen na plukovníka čs. letectva. a v roce 2001 se stal čestným občanem města Brno.

### Vyznamenání
- Československý válečný kříž 1939
- Československá medaile Za chrabrost před nepřítelem
- Československá vojenská medaile za zásluhy, I. stupeň
- Pamětní medaile československé armády v zahraničí
- Záslužný letecký kříž (DFC, 28. prosince 1944)
- Hvězda 1939–1945
- Evropská hvězda leteckých osádek
- Britská medaile Za obranu
- Válečná medaile 1939–1945